# Chrysler New Yorker
La New Yorker è un'autovettura full-size prodotta dalla Chrysler dal 1940 al 1942 e dal 1946 al 1996. 

## Il contesto
Fu l'ammiraglia dalla casa automobilistica statunitense. Nel 1996, quando uscì di produzione, deteneva il record di modello statunitense prodotto per più tempo. La New Yorker aiutò a definire il ruolo della Chrysler nel mercato automobilistico statunitense. Con questo modello, la Chrysler divenne un marchio producente vetture di livello medio alto che erano meglio equipaggiate delle Ford, Chevrolet, Pontiac, Dodge e Plymouth, ma peggio allestite di quelle di marchi più lussuosi come Cadillac, Lincoln e Packard. Negli anni in cui fu prodotta, la New Yorker era in diretta concorrenza con i modelli Buick, Oldsmobile e Mercury.

## Le origini
L'antesignana del modello, la New York Special, fu originariamente introdotta come sottoserie della Chrysler Imperial del 1938. Era disponibile in versione berlina quattro porte ed era dotata di un motore ad otto cilindri in linea da 4,9 L di cilindrata. Il modello era dotato di un abitacolo comodo e spazioso. Nel 1939 la vettura fu ingrandita, come fu ingrandito il suo motore. Alla gamma vennero aggiunte le versioni coupé due porte e berlina due porte. Con questi cambiamenti, il nome della vettura fu mutato in New Yorker.

## La prima serie (1940–1942)

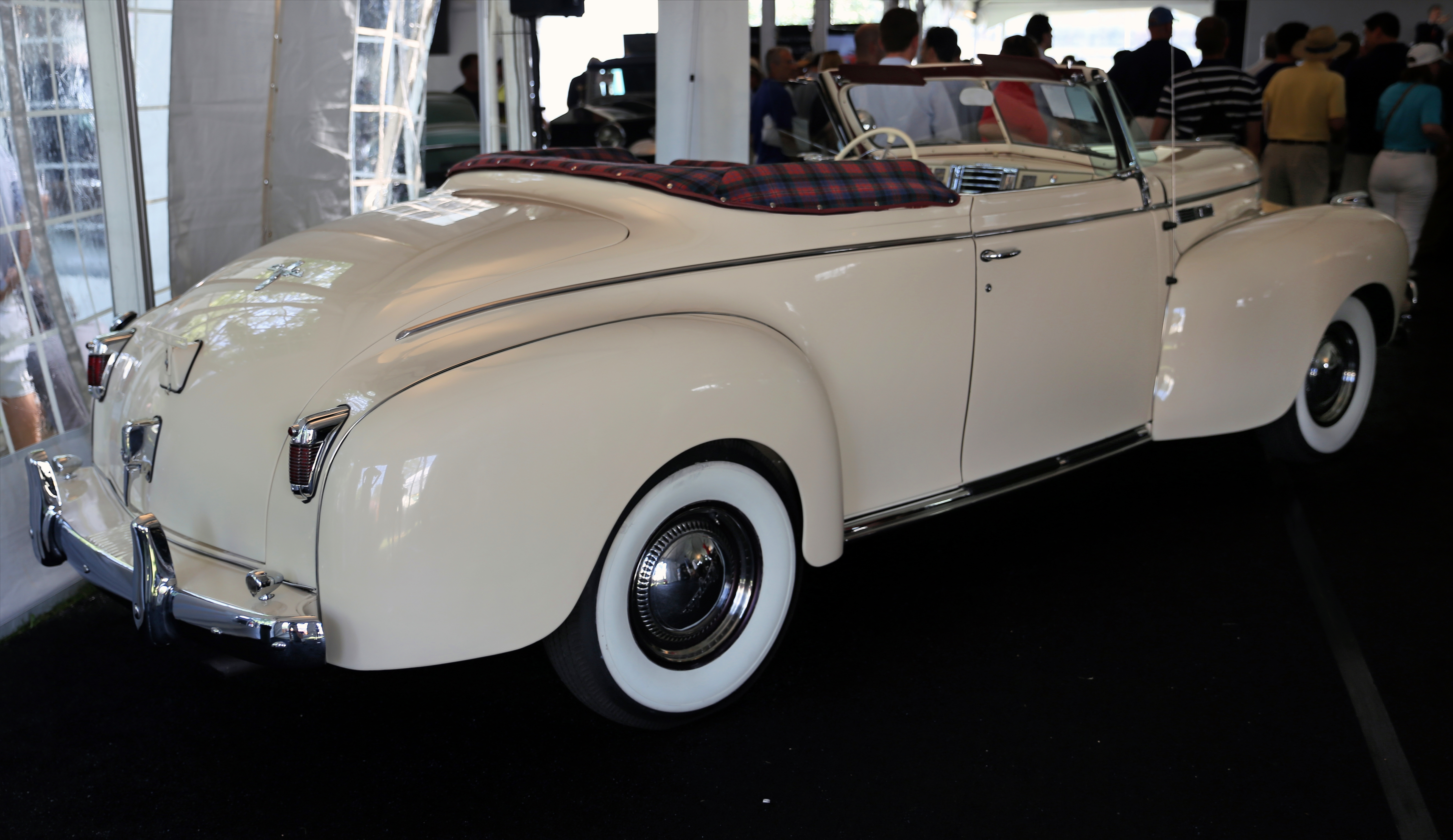
Una Chrysler New Yorker cabriolet del 1940

Della New Yorker, nel 1940, venne introdotta la versione cabriolet due porte. Da quest'anno, il modello diventò una vettura sé stante sganciata dalla Imperial.  Gli interni vennero aggiornati così come la meccanica. Venne rivista anche la linea. Il modello era dotato di un motore otto cilindri in linea da 4,9 L o 5,3 L. Il propulsore era anteriore, mentre la trazione era posteriore. Il cambio era manuale a tre rapporti.
Con l'entrata degli Stati Uniti nella seconda guerra mondiale nel 1942, la produzione fu temporaneamente interrotta. Gli impianti industriali statunitensi furono infatti convertiti alle forniture belliche. Durante il conflitto la Chrysler produsse, in particolare, motori aeronautici. L'ultimo esemplare prebellico di New Yorker uscì dalle catene di montaggio nel febbraio del 1942. 

## La seconda serie (1946–1948)

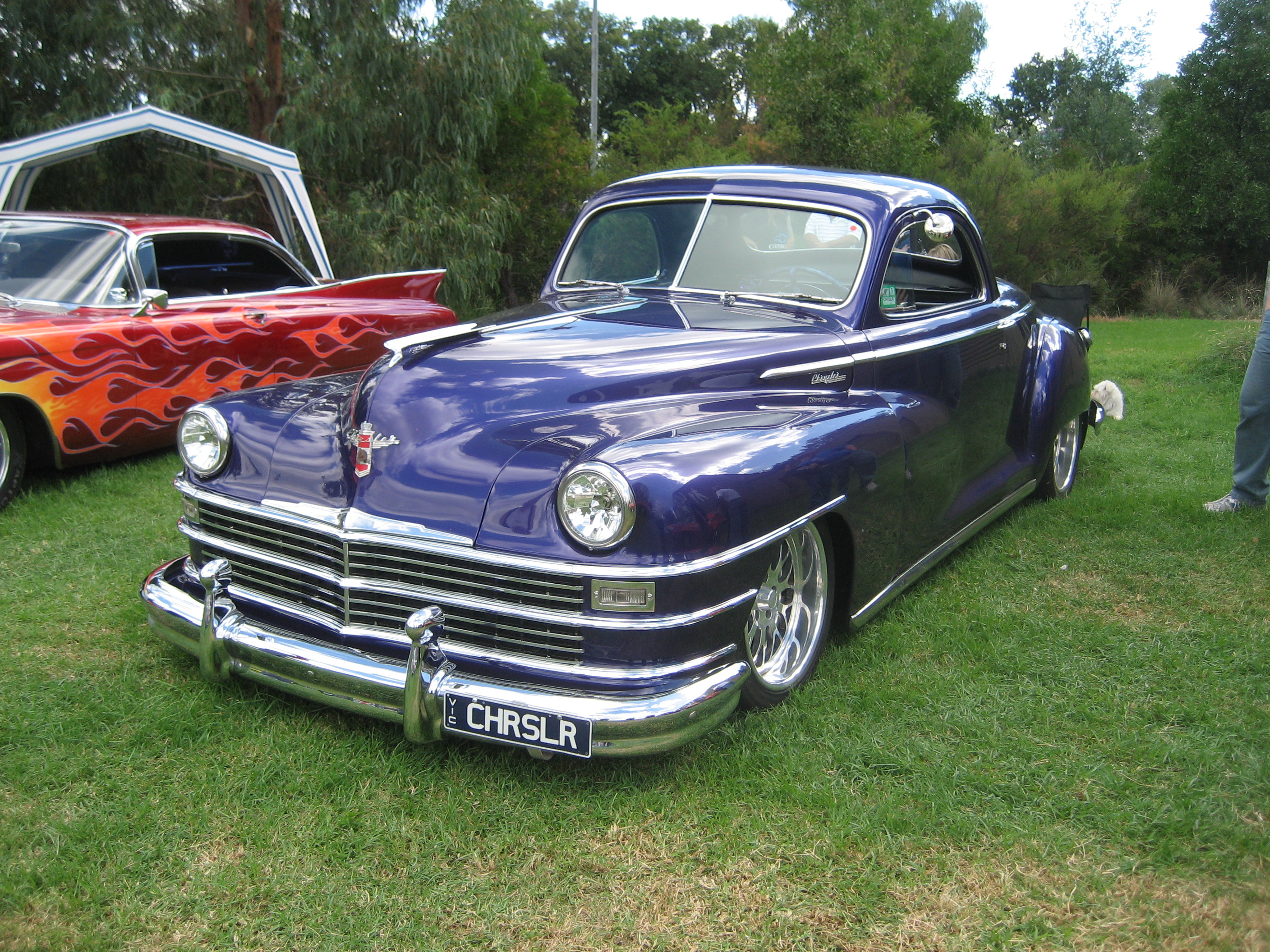
Una Chrysler New Yorker coupé del 1946

A differenza della altre case automobilistiche, la Chrysler non operò modifiche sostanziali alle proprie vetture dal 1946 al 1948. La New Yorker del 1946 si basava su quella del 1942 e nel 1947 il modello fu oggetto di un lieve aggiornamento. Nel 1948 la New Yorker rimase pressoché immutata.
L'unico motore disponibile per questa generazione di New Yorker era il 5,3 L della serie precedente. Il cambio era sempre manuale a tre rapporti, ma era offerta anche una trasmissione semiautomatica a quattro rapporti. 

## La terza serie (1949–1954)
La New Yorker del 1949 utilizzava i corpi vettura del gruppo Chrysler che erano impiegati anche su modelli Dodge e DeSoto. La linea di queste carrozzerie possedeva uno stile ponton. Al momento del lancio l'unico motore disponibile era l'otto cilindri in linea da 5,3 L già offerto sulle serie precedenti, a cui era accoppiato un cambio semiautomatico a quattro rapporti. Nel 1949 le uniche versioni offerte erano la coupé, la berlina quattro porte e la cabriolet. Rispetto alla serie precedente, il passo aumentò. La linea fu conservata a causa di uno sciopero avvenuto nel 1948, che impedì il lancio di una serie completamente nuova.
Nel 1950 il modello fu rivisto. Gli interni diventarono più lussuosi e la potenza del motore crebbe a 135 CV. La meccanica venne aggiornata e sul cruscotto furono applicate delle imbottiture. Nel 1951 fu lanciato un motore V8 da 5,4 Le 180 CV. Le versioni del modello dotate di questo propulsore avevano prestazioni particolarmente brillanti. Nell'occasione fu anche introdotto, tra le opzioni, il servosterzo. Nel 1951 fu offerta anche la versione familiare, che venne prodotta in soli 251 esemplari. Nel 1952 il modello fu leggermente rivisto. Nel 1953 l'aggiornamento fu più importante. Nell'occasione furono introdotte le versioni hardtop e cabriolet. Quest'ultima fu prodotta in 950 esemplari. Nel 1954 iniziò a diventare più comune il motore da 5,4 L. Le potenze dei propulsori aumentarono. Nell'occasione fu lanciato un nuovo cambio automatico a due rapporti. 

## La quarta serie (1955–1956)

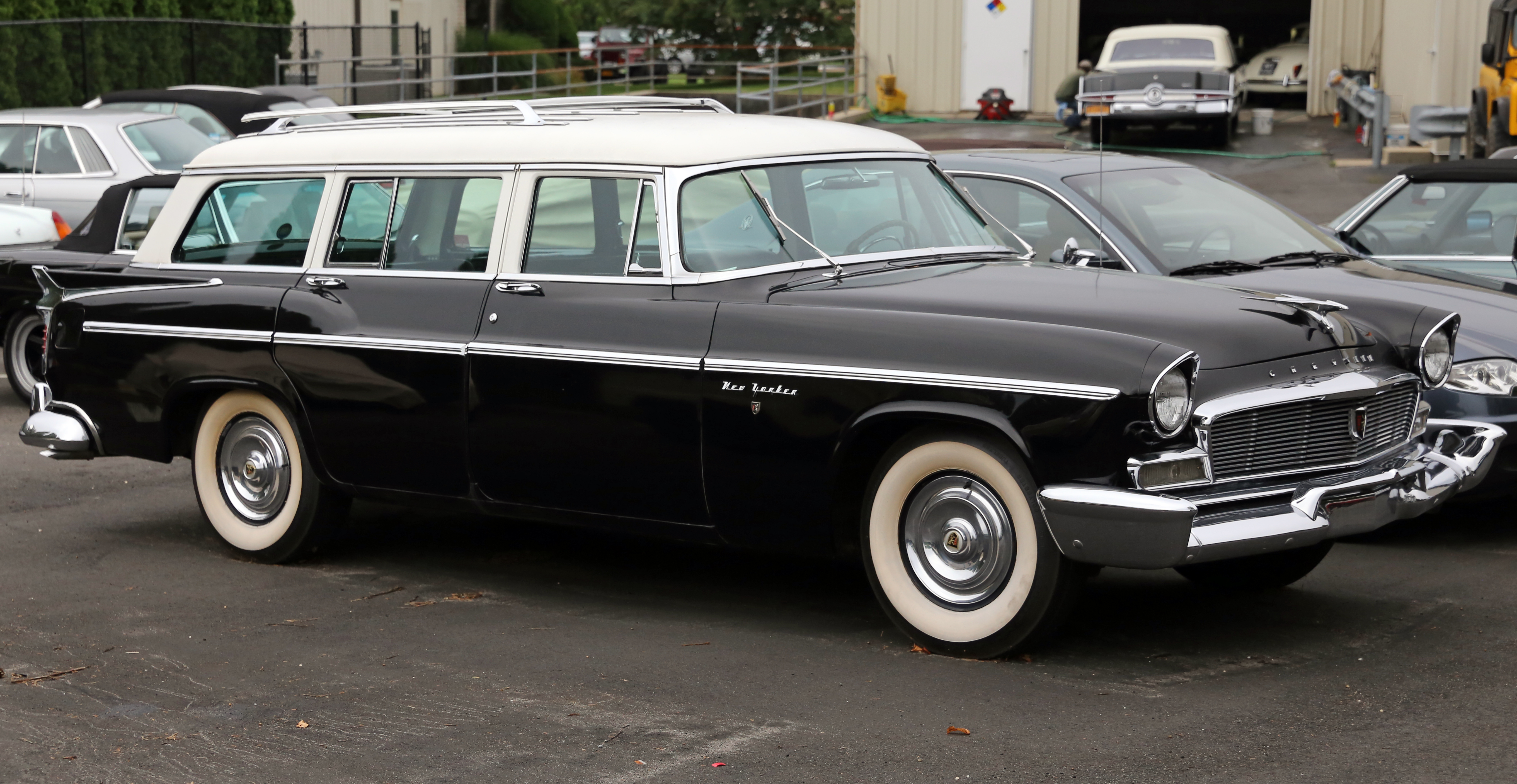
Una Chrysler New Yorker familiare del 1956

Nel 1955 la linea venne rivista completamente. L'unico motore disponibile per questa serie fu un V8 da 6,4 L e 250 CV. Il cambio era automatico a tre rapporti ed era comandato da una leva posizionata sul pannello strumenti. Nel 1956 la linea fu aggiornata e la potenza del motore crebbe a 280 CV. Nell'occasione, venne introdotta una versione con carrozzeria a tre colori. Nel 1956 fu anche introdotta la versione hardtop quattro porte, di cui vennero prodotti 921 esemplari. 

## La quinta serie (1957–1959)

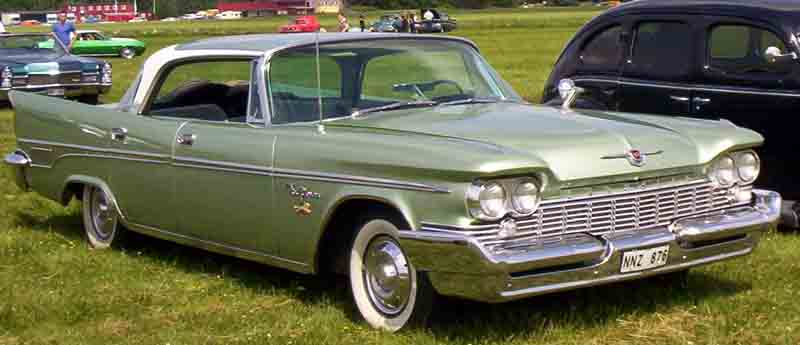
Una Chrysler New Yorker del 1959

Nel 1957 il modello fu rivisto nuovamente. Il modello era dotato di un potente motore V8 da 6,4 L e 325 CV. Il cambio era automatico a tre rapporti. Le sospensioni erano a barra di torsione ed il corpo vettura fu dotato di pinne posteriori. I fanali anteriori potevano essere singoli o doppi. I primi furono però eliminati dall'offerta già nel 1958.
Nel 1958 la linea restò pressoché immutata. Le vendite continuarono ad andare bene ma ebbero una flessione a causa di una recessione che avvenne nel 1958. La reputazione del modello subì un peggioramento a causa dei problemi di arrugginimento della carrozzeria. Nel 1959 fu introdotto un nuovo motore V8 da 6,8 L. Nell'occasione, fu anche aggiornata la linea. 

## La sesta serie (1960–1964)

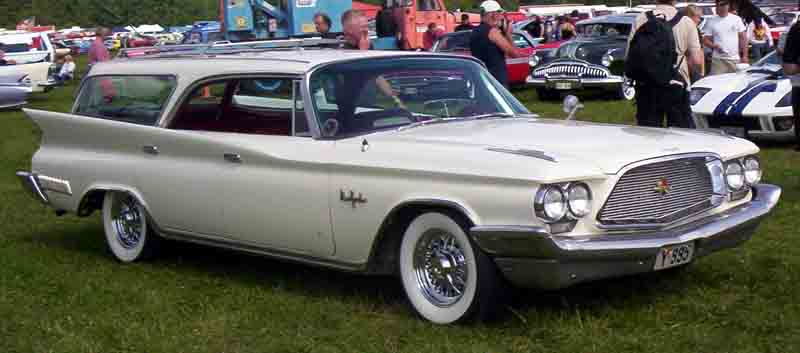
Una Chrysler New Yorker familiare del 1960

Nel 1960 il modello fu dotato di una costruzione a monoscocca. Il motore V8 da 6,8 L fu confermato. Nel 1961 il modello fu aggiornato e la linea venne rivista. Nel 1962 il modello venne aggiornato nuovamente e furono introdotti dei motori V8 da 5,2 L e 6,3 L. Nel 1963 venne offerta una garanzia che scadeva dopo 50.000 miglia o dopo 5 anni, e ciò contribuì a far crescere le vendite. La linea fu completamente ridisegnata. Nel 1964 il modello fu lievemente rivisto.

## La settima serie (1965–1968)

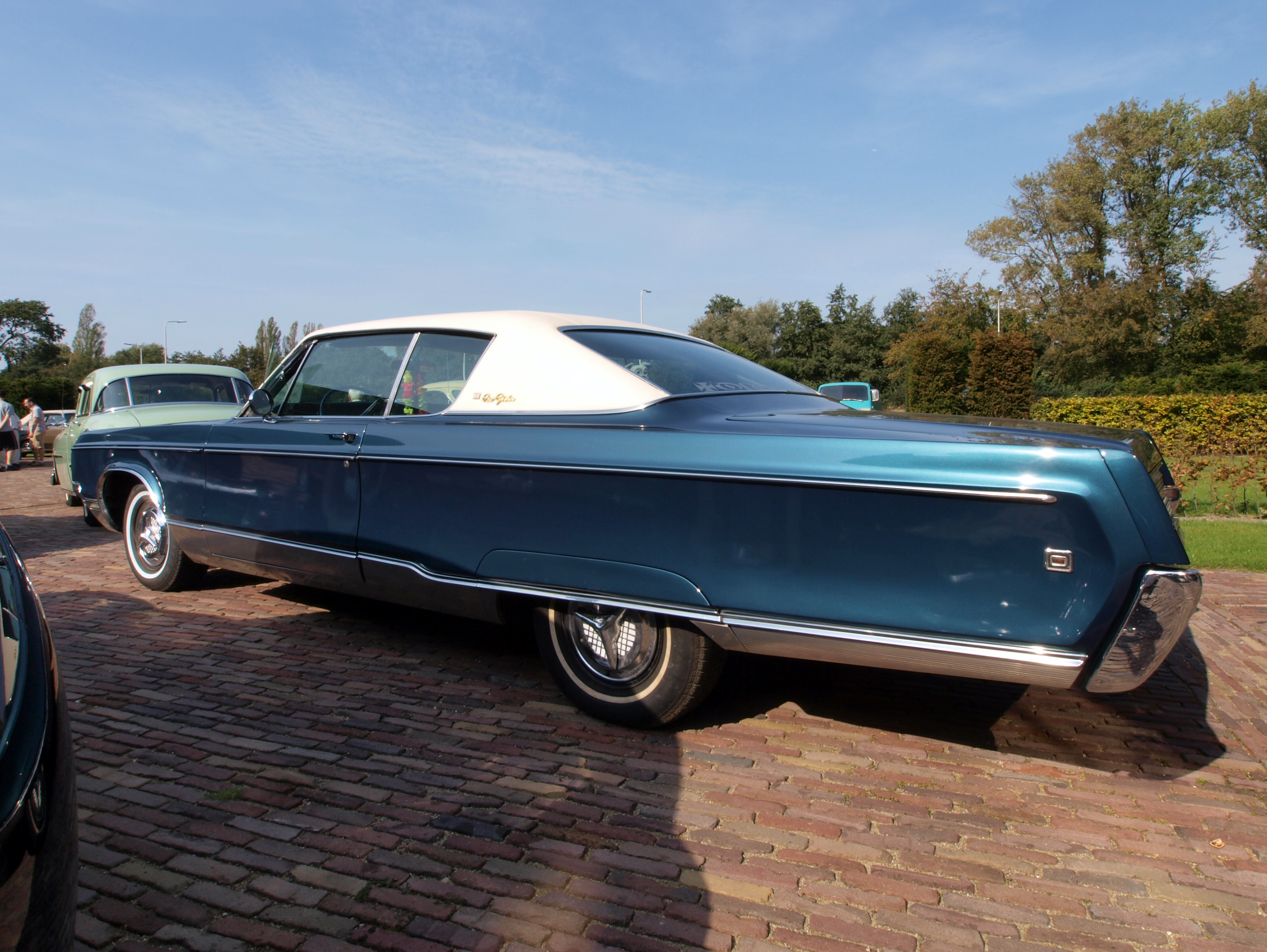
Una Chrysler New Yorker coupé del 1968

Tutte le Chrysler del 1965 vennero realizzate con una struttura a monoscocca che era dotata di un sottotelaio isolato tramite delle parti in gomma. In questo modo le vibrazioni causate dalla marcia del veicolo erano attutite da questa struttura e non venivano trasmesse ai passeggeri. La linea della New Yorker del 1968 fu ispirata dalla Lincoln Continental. Anche nel 1965 fu confermato il motore V8 da 6,8 L, che ora erogava 375 CV. Lo scarico era doppio ed il veicolo era dotato di aria condizionata, alzacristalli elettrici e servosterzo. Il modello era basato sul pianale C del gruppo Chrysler.
Nel 1966 venne introdotto un motore V8 da 7,2 L. Nell'occasione la linea venne rivista. La versione familiare diventò un modello a sé stante, che fu denominato Town & Country. Nel 1967 la linea venne rivista e fu resa meno formale. Nel 1968 il modello venne nuovamente aggiornato esteticamente. 

## L'ottava serie (1969–1973)

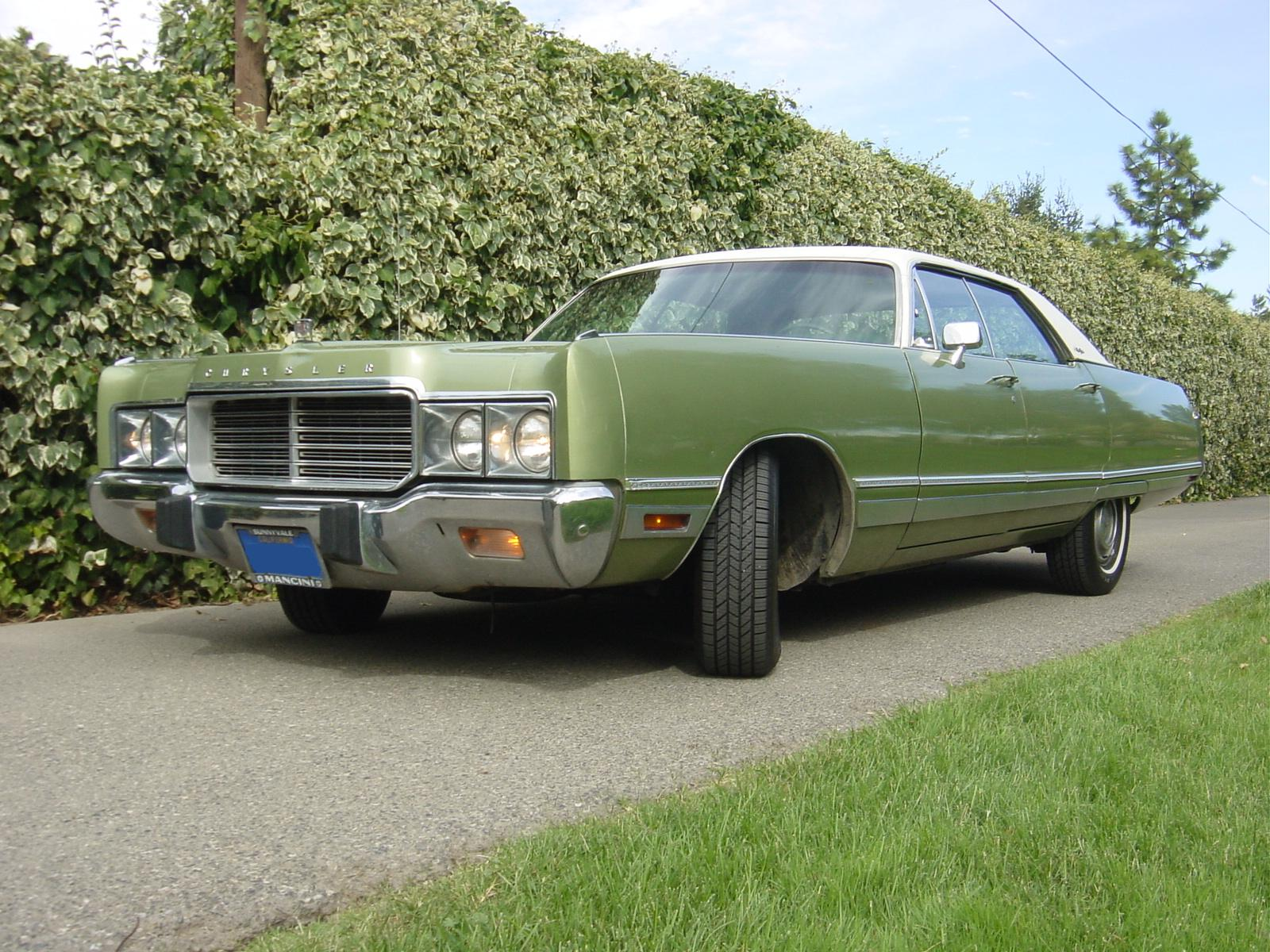
Una Chrysler New Yorker del 1973

Nel 1969 la linea fu dotata di forme più tondeggianti. L'anno successivo il corpo vettura fu aggiornato nuovamente. Nel 1971, a causa delle basse vendite, la linea fu nuovamente modificata. Il motore offerto in questi anni era il V8 da 7,2 L già disponibile sulla serie precedente. Il cambio era invece automatico a tre rapporti. 

## La nona serie (1974–1978)

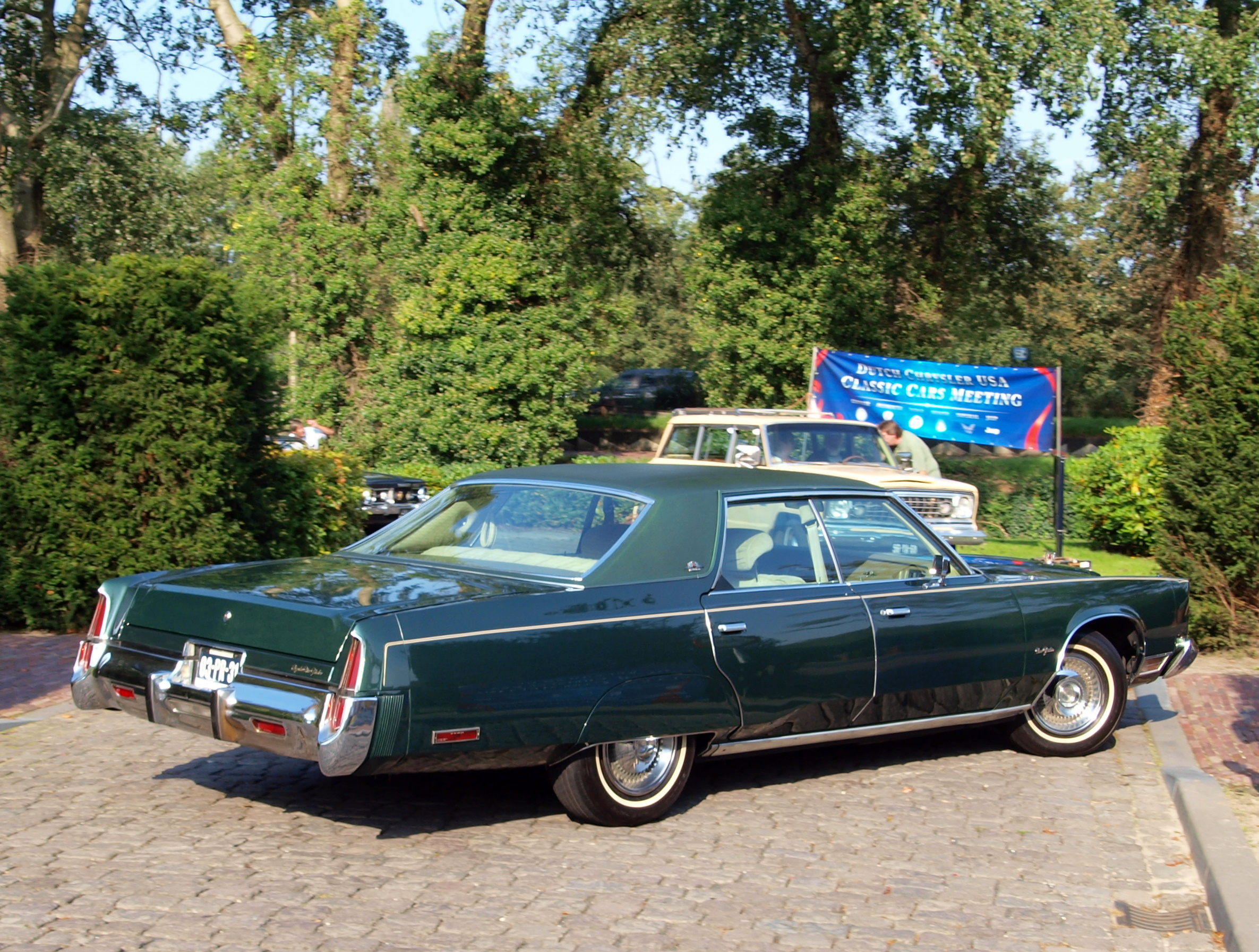
Una Chrysler New Yorker nona serie

Nel 1974 il corpo vettura fu reso più imponente. Il lancio della nuova serie coincise con i primi pesanti effetti della crisi energetica cominciata l’anno prima. Per tale motivo, questa serie di New Yorker fu l'ultima ad essere di dimensioni particolarmente grandi. Nel 1975 il modello fu aggiornato. Nel 1976 la vettura subì la stessa sorte. Nell'occasione vennero rivisti anche gli interni. Nel 1977 fu introdotto un sistema di controllo del motore computerizzato per regolare la combustione ed ottimizzare le prestazioni. Erano disponibili tre motori V8 che avevano una cilindrata di 5,9 L, 6,6 L e 7,2 L. Nel 1978 il secondo motore citato diventò quello offerto di serie. 

## La decima serie (1979–1981)

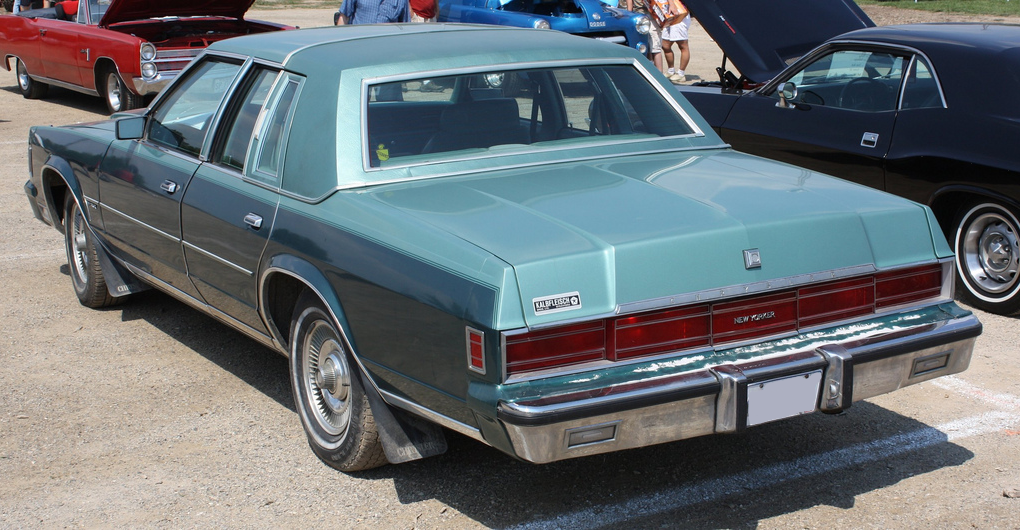
Una Chrysler New Yorker del 1979

La New Yorker del 1979 era disponibile con un motore V8 da 5,2 L. Il V8 da 5,9 L era invece offerto tra le opzioni. Sebbene più piccola e leggera delle serie precedenti, questa generazione di New Yorker possedeva ancora dimensioni considerevoli. Su questa serie del modello furono introdotti i fanali anteriori a scomparsa e quelli posteriori a tutta lunghezza. Queste caratteristiche distinguevano il modello dalle altre vetture omologhe del gruppo, ovvero la Chrysler Newport, la Dodge St. Regis e la Plymouth Gran Fury. Nel 1980 fu realizzata una versione speciale e nel 1981 venne aggiornata la linea. Questa serie del modello era offerta con un motore V8 che poteva avere una cilindrata da 5,2 L o 5,9 L. Con questa serie la New Yorker fu spostata dal pianale C alla piattaforma R. 

## L'undicesima serie (1982)
Nel 1982 la New Yorker fu rimpicciolita. Il modello fu spostato sul pianale M del gruppo Chrysler, che in precedenza era la piattaforma su cui si basava la Chrysler LeBaron. Quest'ultima fu spostata sul più piccolo pianale K. La New Yorker fu rivista ma non completamente. In sostanza, era la versione aggiornata della LeBaron. Il motore offerto come opzione era un sei cilindri in linea da 3,7 L, mentre il propulsore disponibile di serie era un V8 da 5,2 L. Nel 1983 il nome del modello fu Chrysler New Yorker Fifth Avenue, mentre nell'anno successivo la vettura fu denominata semplicemente Chrysler Fifth Avenue. 

## La dodicesima serie (1983–1988)
Nel 1983 il modello fu spostato sul pianale E del gruppo Chrysler. La precedente serie basata sul pianale M continuò la commercializzazione come Fifth Avenue. Con questa generazione, la trazione della New Yorker diventò anteriore. Venne anche introdotto un cruscotto elettronico ed un sistema vocale computerizzato che avvisava il conducente se, per esempio, le cinture di sicurezza non erano allacciate oppure se le portiere erano aperte. Inoltre segnalava eventuali allarmi. Questa fu l'unica serie di New Yorker ad avere un motore a quattro cilindri in linea.  I propulsori disponibili possedevano una cilindrata di 2,2 L (sia nella versione aspirata che sovralimentata), 2,5 L e 2,6 L. Il cambio era automatico a tre rapporti.
Nel 1984 il modello fu oggetto di un aggiornamento. Nell'occasione furono anche introdotti il tachimetro e l'odometro elettronici. Nel 1985 furono invece offerti i poggiatesta dei sedili posteriori e gli alzacristalli elettrici. Nel 1986 vennero introdotte delle sospensioni autolivellanti. Nel 1988 diventarono di serie il climatizzatore automatico, il cruise control, lo sbrinatore e la chiusura centralizzata. 

## La tredicesima serie (1988–1993)

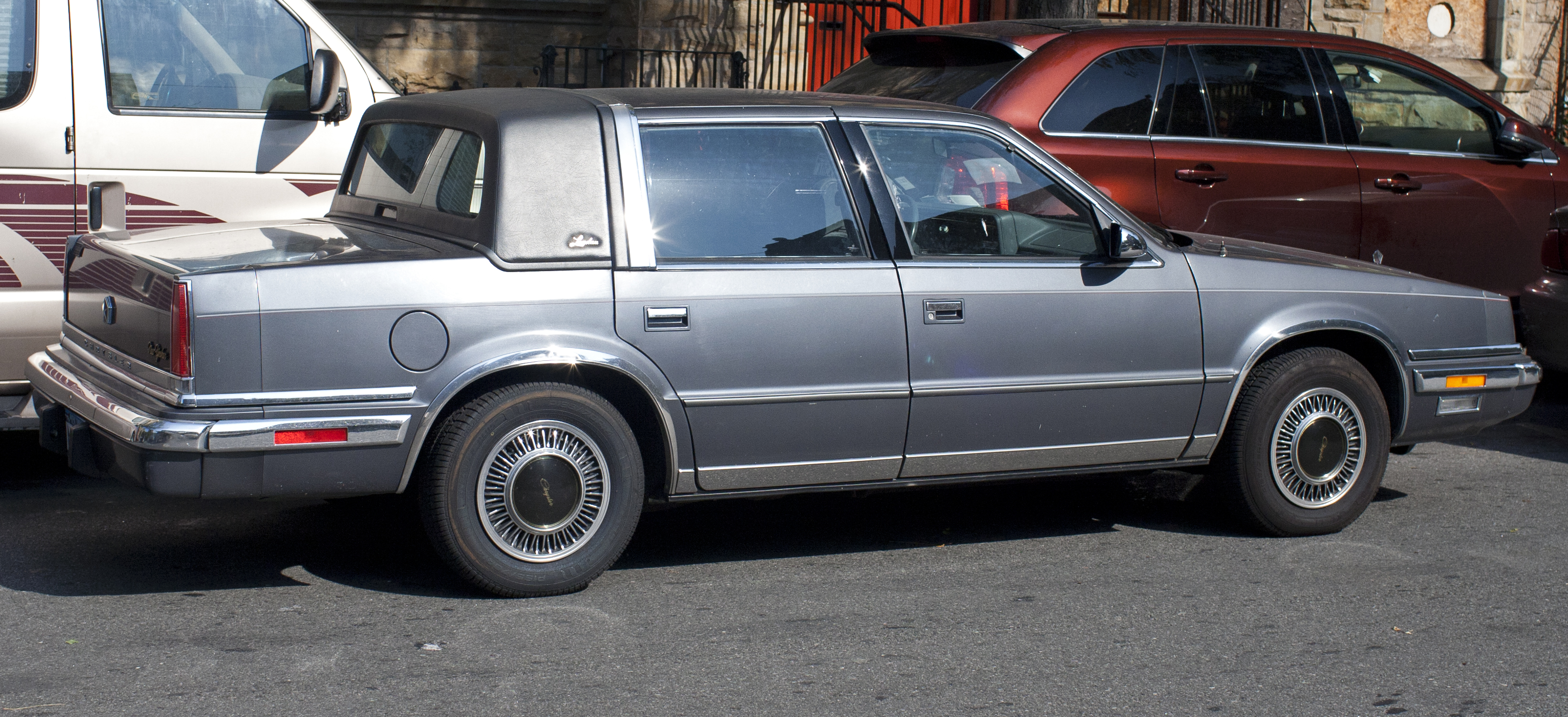
Una Chrysler New Yorker del 1990

Nel 1988 la New Yorker fu spostata sul pianale C del gruppo Chrysler, che era più grande di quello della serie precedente. La vettura cambiò completamente. Molti componenti meccanici erano però gli stessi di quelli installati sulla generazione precedente. La linea, in generale, assomigliava a quella della Dodge Dynasty. Questa serie di New Yorker era disponibile con un motore V6 che poteva avere una cilindrata di 3 L o di 3,3 L. Il cambio era automatico e poteva essere a tre o quattro rapporti. I fanali tornarono ad essere a scomparsa. Questa serie di New Yorker era fornita con una garanzia di 5 anni/50.000 miglia (7 anni/70.000 miglia per il gruppo motopropulsore).
Nel 1990 l'airbag lato guidatore diventò di serie. Nel 1991 molto dell'equipaggiamento offerto prima tra le opzioni diventò di serie. Nel 1992 la linea fu aggiornata e la linea venne resa più tondeggiante. 

## La quattordicesima serie (1994–1996)
L'ultima serie di New Yorker continuò ad essere a trazione anteriore. Venne presentata al salone dell'automobile di Detroit il 12 gennaio 1992, ed ora era basata sul pianale LH del gruppo Chrysler. Fu lanciata sui mercati nel 1994 insieme alla quasi identica Chrysler LHS. La prima era più lussuosa, mentre la seconda aveva prestazioni più brillanti. L'anno successivo furono introdotte le simili Chrysler Concorde, Dodge Intrepid e Eagle Vision. Questa serie di New Yorker era disponibile con un solo tipo di motore, un V6 da 3,5 L e 214 CV. Il cambio era automatico a quattro rapporti. Nel 1996 il veicolo fu provvisto di un isolamento sonoro aumentato che comportò un netto miglioramento del comfort dell'abitacolo. A causa delle similitudini tra la New Yorker e la LHS, e per i grandi volumi di vendita di quest'ultima, la Chrysler decise di interrompere la produzione della New Yorker.